# Mustafa Shakur
Mustafa Shakur, né le 18 août 1984 à Philadelphie, aux États-Unis, est un joueur américain de basket-ball. Il évolue au poste de meneur.

## Carrière
Après son cursus universitaire où il évolue avec les Wildcats de l'Arizona, il rejoint les Kings de Sacramento bien qu'il ne soit pas retenu lors de la Draft de la NBA. Non conservé par les Kings, il rejoint l'Europe, évoluant avec le club polonais de Asseco Prokom Gdynia. Après avoir joué en Espagne, avec le Tau Vitoria et en Grèce avec le Panellinios Athènes, il retourne aux États-Unis, évoluant avec les 66ers de Tulsa en NBA Development League. Il joue également avec les Rio Grande puis fait ses véritables débuts en NBA lors de la saison 2010-2011 avec les Wizards de Washington. Il dispute finalement vingt-deux rencontres, pour des statistiques de 2,3 points, 1 rebond et 1,1 passe.
Mustafa Shakur signe avec le club de Pau-Lacq-Orthez lors la saison 2011-2012. Il ne dispute finalement que six rencontres. Il rejoint alors l'Italie, à Junior Casale de Casale Monferrato puis à Scandone Avellino. En 2013, il retrouve la NBDL pour évoluer avec les BayHawks d'Érié.